# Marc Arnaud
Pour les articles homonymes, voir Arnaud.
Marc Arnaud est un acteur et chanteur français.

## Biographie
Marc Arnaud vient d'une famille d'acteurs originaires de Vendée, son grand-père[Qui ?] et son père, Louis-Marie,[Qui ?] l'étaient avant lui.
C'est en commençant sa carrière dans des spectacles du Puy du Fou, qu'il décide de s'orienter vers la profession d'acteur. De 2001 à 2004, il suit une formation d'acteur au Cours Florent. Puis de 2004 à 2007, il prend des cours d'art dramatique au Conservatoire national supérieur d'art dramatique avec Dominique Valadié et Andrzej Seweryn. Il finalise sa formation de 2005 à 2006 au London Academy of Music and Dramatic Art, dirigé par James Kerr, Aaron Mullen et John Baxter,.
Il se fait remarquer lors de la pièce de théâtre Masques et Nez au théâtre du Marais entre 2011 et 2012, spectacle qui a été rejoué en 2014.[réf. nécessaire]
En 2022, il est récompensé aux Molières dans la catégorie "Seul en scène" pour son spectacle La Métamorphose des cigognes.

## Théâtre
Source
- 2006 : Romeo and Juliet (Londres)
- 2006 : Twelfth Night (Londres)
- 2006 : Richard The Third (Londres)
- 2006 : Women Beware Women (Londres)
- 2006 : The Relapse (Londres)
- 2007-2008 : Machine Sans Cible de Gildas Milin (Festival d'Avignon)[5]
- 2007 : La Célestine mise en scène par Françoise Coupat (Lyon)[6]
- 2007 : Ghosts de et mise en scène par Gildas Milin (CNSAD) : Marc[7]
- 2007 : Molière Masqué mise en scène par Mario Gonzalez (CNSAD)
- 2007 : Spaghetti Bolognese mise en scène par Tilly (CNSAD)
- 2008 : Je suis Enchanté chorégraphie de Julia Cima (Les Subsistances)[8]
- 2009 : Tartuffe mise en scène par Brigitte Jaques-Wajeman (Grignan) : Valère[9]
- 2009 : Partage de midi mise en scène par Jean Christophe Blondel (Chine)[10]
- 2010-2011 et 2014 : Masques et Nez / La Grande Classe mise en scène par Igor Mendjisky (Ciné 13 Théâtre, Théâtre des Mathurins)[11]
- 2010 : RER mise en scène par Gilbert Désveaux (Théâtre de la Tempête, Théâtre des Treize Vents) : Jo[12],[13]
- 2011 : Phèdre mise en scène par Thomas Bouvet (Théâtre de Vanves)
- 2011 : L'Enlèvement au sérail mise en scène par Claude Montagnier (Château de Sédières) : Pacha Sélim
- 2011 : Quitter la France mise en scène de Maxime Franzetti (Ciné 13 Théâtre)[14]
- 2012 : Haute-Autriche mise en scène par Cécile Arthus (CDN de Thioville-Lorraine)[15]
- 2012 : Gibier du temps mise en scène par Mathieu Boisliveau (Scène Nationale de Cavaillon)[16],[17]
- 2012-2015 : Le Misanthrope mise en scène par Thibault Perrenoud (Château de Fargues, La Réunion)[18],[19]
- 2013 : Pompée et Sophonisbe mise en scène par Brigitte Jaques-Wajeman (Théâtre des Abbesses) : Photin/Lélius[20]
- 2013 : Le garçon sort de l'ombre mise en scène par Jean-Marie Besset (Théâtre de Poche Montparnasse)[21],[22]
- 2015 : Portraits de Famille mise en scène par Jean-François Sivadier (La Cartoucherie, ADAMI)[23]
- 2016 : Dom Juan mise en scène par Jean-François Sivadier (Théâtre national de Bretagne, Théâtre de l'Odéon)[24]
- 2016 : La Mouette mise en scène par Thibault Perrenoud (tournée)[25]
- 2025 : Trahisons de Harold Pinter, mise en scène Tatiana Vialle, Théâtre de l'Œuvre

## Filmographie
Source : Agences Artistiques

### Cinéma

#### Longs métrages
- 2011 : Télé Gaucho de Michel Leclerc : assistant de Patricia Gabriel
- 2016 : La Danseuse de Stéphanie Di Giusto : homme du bar #2
- 2016 : Débarquement immédiat ! de Philippe de Chauveron : Steward
- 2017 : À bras ouverts de Philippe de Chauveron : Clément Barzach
- 2019 : Les Traducteurs de Régis Roinsard : Paul Sierra
- 2021 : Qu'est-ce qu'on a tous fait au Bon Dieu ? de Philippe de Chauveron : le physio

#### Courts métrages
- 2003 : Jeux de haute société : le cadavre
- 2007 : Spadassins de Jean Baptiste Saurel : Clément
- 2010 : Salle comble de Sylvain Coisne : Alban (un comédien de stand-up)
- 2011 : Scène de vestiaire de Frédéric Malègue : Nico
- 2012 : Ad Nauseam : Vincent
- 2014 : Par acquit de conscience de Maxime Chattam : Lionel
- 2015 : Guillaume à la dérive de Sylvain Dieuaide : Tom
- 2016 : For Once in my Life de Sylvain Dieuaide.

### Télévision
- 2011 : Pour Djamila de Caroline Huppert : journaliste
- 2013 : Ainsi soient-ils (série télévisée) : policier
- 2014 : Arletty, une passion coupable d'Arnaud Sélignac : Pierre Brasseur
- 2016 : Guerre et Paix : Muddy, officier français
- 2018 : I-art (série télévisée) : Hartlow
- 2019 : Section de recherches (saison 13, épisode 7 : Les Proies) : Mathieu Beglia
- 2019 : L'Art du crime de Elsa Bennett et Hippolyte Dard : (saison 3, épisode 2 : La Malédiction d'Osiris) : Jean-François Champollion
- 2020 :  Mirage de Louis Choquette : Vincent
- 2021 : Les Mystères de l'école de gendarmerie de Lorenzo Gabriele : Armand Demy
- 2022 : Oussekine (saison 1, épisodes 1 et 2) : le policier en civil #2
- 2023 : Tout pour Agnès de Vincent Garrenq

## Doublage

### Cinéma

#### Films
- James Norton dans :
  - Les Filles du docteur March (2019) : Jonathan « John » Brooke
  - L'Ombre de Staline (2019) : Gareth Jones
  - Bob Marley: One Love (2024) : Chris Blackwell
  - Joy (en) (2024) : Robert Edwards

- Toby Kebbell dans :
  - Les Quatre Fantastiques (2015) : Victor von Doom / Docteur Fatalis
  - Kong: Skull Island (2017) : le major Chapman
  - Bloodshot (2020) : Martin Axe

- Charlie Hunnam dans :
  - The Lost City of Z (2017) : Percy Fawcett
  - Triple frontière (2019) : William « Ironhead » Miller
  - La Loi de la jungle (2019) : Stanley Kaminski

- Álvaro Cervantes dans :
  - L'Arbre de sang (2018) : Marc
  - Fou de toi (2021) : Adri
  - Ce sera toi (es) (2023) : Javier

- Ed Skrein dans :
  - Alita: Battle Angel (2019) : Zapan
  - Maléfique : Le Pouvoir du mal (2019) : Borra
  - Midway (2019) : Dick Best

- Tom Pelphrey dans :
  - Mank (2020) : Joseph L. Mankiewicz
  - She Said (2022) : Vadim « Jim » Rutman
  - American Murderer (en) (2022) : Jason Derek Brown

- Michiel Huisman dans :
  - Un garçon nommé Noël (2021) : Joel
  - Rebel Moon - Partie 1 : Enfant du feu (2023) : Gunnar
  - Rebel Moon - Partie 2 : L'Entailleuse (2024) : Gunnar

- Luke Bracey dans :
  - The November Man (2014) : David Mason
  - Holidate (2020) : Jackson

- Jake McDorman dans :
  - American Sniper (2014) : Ryan « Biggles » Job
  - Jerry and Marge Go Large (2022) : Doug Selbee

- Garrett Hedlund dans :
  - Pan (2015) : James Crochet
  - Burden (2018) : Mike Burden

- Karl Urban dans :
  - Peter et Elliott le dragon (2016) : Gavin
  - Thor: Ragnarok (2017) : Skurge l'Exécuteur

- Scott Haze dans :
  - In Dubious Battle (2016) : Frank
  - Old Henry (2021) : Curry

- Luke Evans dans :
  - La Belle et la Bête (2017) : Gaston (dialogues)
  - Pinocchio (2022) : le cocher

- T. J. Miller dans :
  - Ready Player One (2018) : i-R0k
  - Le Beau Rôle (2020) : Louis

- Şükrü Özyıldız (tr) dans :
  - Les Tactiques de l'amour (tr) (2022) : Kerem
  - Les Tactiques de l'amour 2 (2023) : Kerem

- Austin Butler dans :
  - Elvis (2022) : Elvis Presley
  - Dune : Deuxième partie (2024) : Feyd-Rautha Harkonnen

- 1955[n 1] : Ciel sans étoiles : Carl Altmann (Erik Schumann)
- 2013 : Les Schtroumpfs 2 : ? (?)
- 2014 : La Planète des singes : L'Affrontement : Carver (Kirk Acevedo)
- 2014 : Non-Stop :  Austin Reilly (Corey Stoll)
- 2015 : MacBeth : Angus (James Harkness)
- 2015 : Legend : Charlie Richardson (Paul Bettany)
- 2016 : Célibataire, mode d'emploi : Josh (Nicholas Braun)
- 2016 : Dirty 30 (en) : Luke (Timothy Ryan Cole)
- 2016 : Les Animaux fantastiques : le sénateur Henry Shaw, Jr. (Josh Cowdery)
- 2017 : Alien: Covenant : Ricks (Jussie Smollett)
- 2017 : Pire Soirée : Jake (Eric André)
- 2017 : La Forme de l'eau : le vendeur de tartes (Morgan Kelly (en))
- 2017 : Le Bonhomme de neige : Filip Becker (James D'Arcy)
- 2018 : Deadpool 2 de David Leitch : Black Tom Cassidy (Jack Kesy)
- 2018 : Operation Finale : Zvi Aharoni (Michael Aronov (en))
- 2018 : The Holiday Calendar : Ty Walker (Ethan Peck)
- 2018 : Ma vie après toi : Charly (Nicolás Galindo)
- 2018 : Mirage : l'inspecteur Leyra (Chino Darín)
- 2018 : Yucatán : Clayderman (Rodrigo de la Serna)
- 2018 : Un homme chanceux : Lykke-Per (Esben Smed)
- 2018 : Searching : Portée disparue : ? (?)
- 2018 : Congo Murder : L'Honneur d'un mercenaire (en) : Tjostolv Moland (Tobias Santelmann)
- 2019 : Terminator: Dark Fate : Terminator Rev-9 / « Gabriel » (Gabriel Luna)
- 2019 : L'Art du mensonge : Steven (Russell Tovey)
- 2019 : Get Duked! : PC Hamish (Kevin Guthrie)
- 2019 : The Vast of Night : Everett Sloan (Jake Horowitz)
- 2020 : Invisible Man : Adrian Griffin (Oliver Jackson-Cohen)
- 2020 : La folie des hauteurs (de) : Viktor Steiner (David Kross)
- 2020 : The Boy : La Malédiction de Brahms : Sean (Owain Yeoman)
- 2020 : Mulan : Yao (Chen Tang)
- 2020 : Promising Young Woman : Alexander « Al » Monroe (Chris Lowell)
- 2020 : The Rental : Charlie (Dan Stevens)
- 2020 : Une ode américaine : J. D. Vance (Gabriel Basso)
- 2020 : Falling : Willis Peterson jeune (Sverrir Gudnason)
- 2020 : Hasta el cielo : Fernando (César Mateo)
- 2020 : Ricos de Amor (pt) : Dr Victor (Caio Paduan (pt))
- 2021 : L'ultimo Paradiso : Cosimo Schettino (Donato Placido)
- 2021 : Space Sweepers : Pierre (Kevin Dockry)
- 2021 : Pierre Lapin 2 : Panique en ville : Tom Chaton (Damon Herriman) (voix)
- 2021 : American Nightmare 5 : Sans Limites : Kirk (Will Brittain (en))
- 2021 : Le Dernier Duel : Adam Louvel (Adam Nagaitis)
- 2021 : Plus on est de fous : Miguel (Jorge Suquet)
- 2021 : Matrix Resurrections : Smith (Jonathan Groff)
- 2021 : Super Speed : A Shen (Alan Ko)
- 2021 : La Dernière Lettre de son amant : Laurence Stirling (Joe Alwyn)
- 2022 : The Weekend Away : Rob (Luke Norris)
- 2022 : Doctor Strange in the Multiverse of Madness : Blackagar Boltagon / Black Bolt (Anson Mount)
- 2022 : Firestarter : Andrew « Andy » McGee (Zac Efron)
- 2022 : Thor: Love and Thunder : ? (?)
- 2022 : Moonshot (en) : Léon Kovi (Zach Braff)
- 2022 : The Gray Man : Laszlo Sosa (Wagner Moura)
- 2022 : Goodnight Mommy : le père (Peter Hermann)
- 2022 : A Jazzman's Blues : John (Brent Antonello)
- 2022 : La Petite Nemo et le Monde des rêves : le Canadien (Izaak Smith)
- 2022 : Sortie de piste (sv) : Daniel Nylander (Fredrik Hallgren)
- 2023 : Tetris : Alekseï Pajitnov (Nikita Efremov)
- 2023 : L'Amour en touriste (en) : Sinh Thach (Scott Ly)
- 2023 : Barbie : un Ken (Scott Evans)
- 2023 : 10 jours du côté du bien (tr) : Ahmet [Qui ?]
- 2023 : À la gorge : Yalin (Kivanç Tatlitug)
- 2023 : Fair Play : Luke (Alden Ehrenreich)
- 2023 : Insubmersible : le coach Jack Nelson (en) (Eric T. Miller)
- 2023 : Napoléon : Lucien Bonaparte (Matthew Needham)
- 2023 : Rodeio Rock : Sandro Sanderlei (Lucas Lucco (en))
- 2023 : Vindicte : Stan Russo (Travis Nelson (en))
- 2023 : Répétition générale (en) : Amos Klobuchar (Ben Platt)
- 2023 : Ils étaient un seul homme : ? (?)
- 2023 : Baghead : Neil (Jeremy Irvine)
- 2023 : Scandaleusement vôtre : l'agent Papperwick (Hugh Skinner)
- 2024 : Irish Wish : James Thomas (Edward Speleers)
- 2024 : L'Idée d'être avec toi : Hayes Campbell (Nicholas Galitzine)
- 2024 : Die Hart 2 : le suédois (Greg Kriek)
- 2024 : Scoop : Jae Donnelly (Connor Swindells)
- 2025 : Ash : Brion (Aaron Paul)
- 2025 : Dracula : le prince Vladimir / Dracula (Caleb Landry Jones)

#### Films d'animation
- 2015 : Hôtel Transylvanie 2 : voix additionnelles
- 2016 : Kung Fu Panda 3 : Maître Grue[n 2]
- 2017 : Ferdinand : Guapo[n 3]
- 2018 : Yéti et Compagnie : Migo[n 4]
- 2019 : Toy Story 4 : Duke Caboom[n 5]
- 2019 : Angry Birds : Copains comme cochons : voix additionnelles
- 2019 : Ne Zha : Ashen
- 2021 : Batman: Soul of the Dragon : Rip Jagger
- 2021 : New Gods: Nezha Reborn : Jinxiang
- 2021 : America, le film : Thomas Jefferson
- 2021 : Le Sommet des dieux : Hase (création de voix)
- 2021 : Ron débloque : Ron[n 6]
- 2022 : Krypto et les Super-Animaux : Clark Kent / Superman[n 7]
- 2022 : Le Petit Nicolas : Qu'est-ce qu'on attend pour être heureux ? : le prof de gym et le photographe (création de voix)
- 2022 : Batman and Superman: Battle of the Super Sons : Clark Kent / Superman
- 2023 : LEGO Disney Princesse : Les aventures au Château : Gaston
- 2023 : La Charge du Texel : le commandant Lahure (court métrage)
- 2023 : Il était une fois un studio : Gaston (court métrage)
- 2023 : Le Grand Magasin : M. Elulu
- 2024 : Anzu, chat-fantôme : Tetsuya
- 2024 : Piece by Piece : Chad Hugo[n 8]
- 2025 : La Rose de Versailles (en) : André Grandier[n 9]
- 2025 : Amélie et la Métaphysique des tubes : Patrick, le père (création de voix)
- 2025 : Les Schtroumpfs, le film : ?
- 2025 : Couic ! : Alex

### Télévision

#### Téléfilms
- Brian Ames dans : 
  - Ce bébé est à moi ! (2018) : Josh
  - Un assassin dans ma famille (2020) : Geoff
  - Maison à vendre, mari à voler (2020) : Ralph Savage

- Greg Vaughan dans : 
  - Un Noël pour se retrouver (2017) : Billy
  - Un mariage rock'n roll (2019) : Billy

- Aaron O'Connell dans : 
  - Coup de foudre pour mon Père Noël secret (2017) : Donovan Goodwin
  - Un Noël saupoudré d'amour (2021) : Noah Winters

- Chris McNally (en) dans : 
  - Le retour de mon ex (2018) : Nate
  - Coup de foudre pour le capitaine (2019) : Tom Hastings

- Sean Faris dans : 
  - Mission : Romance de Noël (2018) : Joe Peterson
  - Infirmière ou ange de la mort ? (2019) : Todd

- Brandon Howell dans :
  - Mes enfants pris en otage ! (2018) : Ray
  - L'Ombre d'une mère indigne (2020) : Carter

- Scott Michael Foster dans : 
  - L'île aux mariages (2019) : Jake Colby
  - Qui veut épouser Marco ? (2021) : Luke

- Travis Van Winkle dans :
  - Un vœu d'amour pour Noël (2020) : Lucas
  - Recherche fiancé pour Noël (2021) : Adam Walters

- 2014 : Meurtres en eaux troubles : Jonas Zimmermann (Ludwig Blochberger)
- 2017 : Un délicieux Noël : Nick (Lea Coco)
- 2017 : Liaison dangereuse avec mon étudiante : Chris (Rusty Joiner)
- 2017 : Mon prince de Noël : le prince Alexander Theodore William Hendricks (Callum Alexander)
- 2017 : Une nuit fatale pour ma fille : Jake Peters (Kevin McNamara)
- 2018 : L'ambassadrice de Noël : Steven (Jonathan Bennett)
- 2018 : Mère incontrôlable à la fac : Jack (Luke Benward)
- 2019 : Le gâteau du bonheur : Jacob Adams III (Brad Benedict)
- 2019 : Une romance sans fin : Charlie (Andrew Lawrence)
- 2019 : Sur les traces de mon passé : Sean (Tyler Johnson)
- 2019 : Coup de foudre & chocolat : Bryan Bailey (Brendan Penny)
- 2019 : Un baiser pour Noël : Wyatt (Tyler Hilton)
- 2019 : Une famille en cadeau : Owen Reed (Adrian Grenier)
- 2019 : Prise au piège chez moi : Drew (Ignacyo Matynia)
- 2020 : Le jour où ma fille a été enlevée : Hunter (Lucas Adams)
- 2020 : Un mensonge en héritage : Reed (Chris Riggi)
- 2020 : L'enfer de Madison : Révélation : Wesley Summers (Ryan Bruce)
- 2020 : Une famille cinq étoiles pour Noël : Will Ralston (Blair Penner)
- 2020 : Le manège magique de Noël : Whitaker (Neal Bledsoe)
- 2021 : Lettre à la future femme de mon mari : Mark (Rick Malambri)
- 2021 : Le camp des cœurs brisés : Bink Williams (Matthew James Dowden)
- 2021 : Un vignoble pour deux : Marcelo Castillo (Juan Pablo Di Pace)
- 2022 : Permis de tromper : Dante Jones (Matt Magnusson)
- 2023 : Ange gardien ou psychopathe ? : Matt (Andrew Spach)

#### Séries télévisées
- Neal Bledsoe dans :
  - Les Mystères de Laura (2015-2016) : Tony Abbott (11 épisodes)
  - Code Black (2016) : Paul Wentworth (saison 2, épisode 8)
  - Timeless (2016) : Robert Todd Lincoln (saison 1, épisode 2)
  - Lincoln : À la poursuite du Bone Collector (2020) : Greg Vaughn (épisode 7)

- Falk Hentschel dans :
  - Flash (2015) : Carter Hall / Hawkman (saison 2, épisode 8)
  - Arrow (2015) : Carter Hall / Hawkman (saison 4, épisode 8)
  - Legends of Tomorrow (2016-2021) : Carter Hall / Hawkman (8 épisodes)

- Aaron Dean Eisenberg dans :
  - The Deuce (2017-2019) : Todd Lang (15 épisodes)
  - Bull (2020) : Stephen Raposa (saison 4, épisode 11)
  - Faux-semblants (2023) : Jeremy (mini-série)

- Charlie Vickers dans :
  - Le Seigneur des anneaux : Les Anneaux de pouvoir (depuis 2022) : Halbrand / Sauron
  - Les Fleurs sauvages (2023) : Clem Hart (mini-série)
  - Les Survivants (2025) : Kieran Elliot (mini-série)

- Juan Pablo Di Pace dans :
  - Dallas (2014) : Nicolás Treviño (saison 3)
  - Angie Tribeca (2017) : Ricardo Vasquez (saison 3, épisode 1)

- Eoin Macken dans :
  - The Night Shift (2014-2017) : Dr T. C. Callahan (45 épisodes)
  - La Brea (2021-2023) : Gavin Harris (24 épisodes)

- Jonathan Groff dans :
  - Mindhunter (2017-2019) : l'agent spécial Holden Ford
  - Inoubliable Ollie (en) (2022) : Ollie (voix, mini-série)

- Eamon Farren (en) dans :
  - ABC contre Poirot (2018) : Cust (mini-série)
  - The Witcher (depuis 2019) : Cahir Mawr Dyffryn aep Ceallach

- Amit Sadh (en) dans :
  - Breathe (en) (2018) : Kabir Sawant
  - Breathe : Au cœur des ténèbres (en) (2020-2022) : Kabir Sawant

- Matt Czuchry dans :
  - The Resident (2018-2023) : Dr Conrad Hawkins (2e voix[n 10], 107 épisodes)
  - American Horror Story: Delicate (2023) : Dexter « Dex » Harding Jr. (5 épisodes)

- Mike Doyle dans :
  - The Romanoffs (2018) : Brian Norris (épisode 3)
  - Fallout (2024) : Bob Spencer (saison 1, épisode 1)

- Tom Mison dans :
  - Quatre mariages et un enterrement (en) (2019) : Quentin (mini-série)
  - Watchmen (2019) : M. Phillips / le garde-chasse (8 épisodes)

- Chris Mason dans : 
  - Pretty Little Liars: The Perfectionists (2019) : Nolan Hotchkiss
  - Dirty John (en) (2020) : Dan Broderick, jeune (saison 2)

- Jeff Wilbusch (en) dans :
  - Unorthodox (2019) : Moische Lefkovitch (mini-série)
  - Respirer (2022) : Danny (mini-série)

- Ryan Faucett dans : 
  - Katy Keene (2020) : Bernardo Bixby (8 épisodes)
  - Riverdale (2021) : Bernardo Bixby (saison 5, épisode 7)

- Jake McDorman dans : 
  - L'Étoffe des héros (2020) : Alan Shepard
  - Dopesick (2021) : John Brownlee (mini-série)

- Maxi Iglesias dans : 
  - Valeria (2020-2023) : Víctor (24 épisodes)
  - Toy Boy (2021) : Darío (saison 2, épisodes 6 à 8)

- Michel Noher (es) dans :
  - La Unidad (2020-2022) : Marcos (saisons 1-2)
  - Limbo (es) (2022) : Martín (10 épisodes)

- Nicolás Furtado dans :
  - Impuros (pt) (2021) : Navarro (saison 3)
  - Olympo (2025) : Hugo Teixeira

- Aidan Turner dans :
  - Leonardo (depuis 2021) : Leonardo de Vinci
  - Rivals (2024) : Declan O'Hara

- Andy Favreau dans :
  - 9-1-1: Lone Star (2021-2023) : Pearce Risher (3 épisodes)
  - La Meneuse (2025) : Charles Tracey

- Kim Mu-yeol (en) dans :
  - Juvenile Justice (en) (2022) : Cha Tae-joo (10 épisodes)
  - Sweet Home (2023) : Kim Young-hoo

- Tom Pelphrey dans :
  - Outer Range (2022-2024) : Perry Abbott (14 épisodes)
  - Un homme, un vrai (2024) : Raymond Peepgrass (mini-série)

- Colin Woodell dans :
  - Le Continental : D'après l'Univers de John Wick (2023) : Winston Scott, jeune (mini-série)
  - Pulse (2025) : Xander Phillips

- 2011 : Mystères de Lisbonne : Alberto de Magalhaes (Ricardo Pereira)
- 2014 : Meurtres en eaux troubles : Jonas Zimmermann (Ludwig Blochberger (de))
- 2015 : Secrets and Lies : Ben Crawford (Ryan Phillippe)
- 2015 : Panthers : Milan Celik (Goran Bogdan (en))
- 2015 / 2020 : Fear the Walking Dead : Andrew Adams (Shawn Hatosy) (saison 1, épisodes 4 à 6) et Isaac (Michael Abbott Jr.) (saison 6, épisode 1)
- 2016 : The Level (en) : Darryl Quinn (Lorne MacFadyen)
- 2016 : Pure Genius : Billy Watts (Nick Thurston (en))
- 2016 : Rosamunde Pilcher (de) : Nicholas Hurley (Philipp Danne (de))
- 2017 : Grimm : le Zersterer sous forme humaine (Wil Traval)
- 2017 : Narcos : Dave Mitchell (Matt Whelan (en))
- 2017 : Reign : Le Destin d'une reine : le commandant Francis Drake (Richard Fleeshman (en))
- 2017 : Fearless : Nicholas Staines (Brendan Patricks)
- 2017 : Good Doctor : Kevin Wilks (Jesse Moss)
- 2017-2018 : Wisdom of the Crowd : Josh Novak (Blake Lee (en))
- 2017-2018 : Six : Akmal Barayev (Zeeko Zaki)
- 2017-2019 : Vikings : Helgi (Jack McEvoy) (saison 5)
- 2017-2019 : Madam Secretary : Trevor Kingston (Roe Hartrampf) (4 épisodes)
- 2018 : Gone : Noah (Christopher O'Shea (en))
- 2018 : Bull : Lex Booker (Samuel H. Levine)
- 2018 : Mosaic : Joel Hurley (Garrett Hedlund) (mini-série)
- 2018 : La Vérité sur l'affaire Harry Quebert : Marcus Goldman (Ben Schnetzer) (mini-série)
- 2018 : Dirty John (en) : Toby (Kevin Zegers)
- 2018 : S.W.A.T. : Tony Larmen (Joseph Lee Anderson)
- 2018 : Le Détenu : Evaristo Galindo (Nacho Tahhan (es))
- 2018 : Narcos: Mexico : Verdin (Luis Alberti (en))
- 2018-2020 : Tell Me a Story : Eddie Longo (Paul Wesley)
- depuis 2018 : Grey's Anatomy : Dr Atticus Lincoln (Chris Carmack)
- 2019 : Chambers : le coach Jones (Michael Stahl-David)
- 2019 : Soundtrack : Pete Fairman (Josh Helman) (épisode 8)
- 2019 : Catherine the Great : Alexander Vasilchikov (Sam Palladio) (mini-série)
- 2019 : Beverly Hills : BH90210 : Wyatt Jackson (Brendan Penny)
- 2019 : All Rise : Liam O'Hare (Grant Harvey (en)) (saison 1, épisode 11)
- 2019 : Trackers : Lemmer (James Gracie) (5 épisodes)
- 2019 : World on Fire : le maire Taylor (Prasanna Puwanarajah (en)) (mini-série)
- 2019 : Bad Mothers (en) : Anton (Daniel MacPherson (en)) (mini-série)
- 2019-2020 : La Meute : Manuel (Alberto Guerra (es)) (8 épisodes)
- depuis 2019 : Coroner : Liam Bouchard (Éric Bruneau)
- 2020 : The English Game : Fergus Suter (Kevin Guthrie) (mini-série)
- 2020 : Her Voice : Ethan (Sean Teale)
- 2020 : Projet Blue Book : Alex (Willem van der Vegt)
- 2020 : L'Empire Oktoberfest : Stadtrat Alfons Urban (Michael Kranz) (mini-série)
- 2020 : New Amsterdam : Chris (Joe Carroll) (saison 2, épisode 15)
- 2020 : Prodigal Son : Cal Taylor (Chris Ghaffari) (saison 1, épisode 13)
- 2020 : The Flight Attendant : Alex Sokolov (Michiel Huisman) (saison 1)
- 2020 : The Cursed (en) : l'inspecteur Kang (Seo Ji-Hoon (en))
- 2020 : Cursed : La Rebelle : le roi Uther Pendragon (Sebastian Armesto)
- 2020 : Barkskins : Le Sang de la Terre (en) : Rene Sel (Christian Cooke)
- 2020 : L'Écuyer du roi : le prince Viridian (Gijs Blom)
- 2020 : Le Jeune Wallander : Gustav Munck (Alan Emrys)
- 2020 : Les 100 : Levitt (Jason Diaz) (saison 7)
- 2020-2021 : El Cid : Orduño Flaínez (Pablo Álvarez) (10 épisodes)
- 2020-2022 : Love, Victor : Armando Salazar (James Martinez (en)) (28 épisodes)
- 2020-2022 : Westworld : Caleb (Aaron Paul) (16 épisodes)
- 2020-2022 : The Last Kingdom : Sigtryggr (Eysteinn Sigurðarson (en)) (11 épisodes)
- 2020-2023 : Mes premières fois : Mohan Venkatesan (Sendhil Ramamurthy) (20 épisodes)
- 2021 : Falcon et le Soldat de l'hiver : Nico (Noah Mills) (mini-série)
- 2021 : Gaufrette et Mochi (en) : lui-même (Hamed Mohamed Karim)
- 2021 : Dickinson : Henry « Ship » Shipley (Pico Alexander) (saison 2)
- 2021 : City on a Hill : Kamal Kalil (Hubert Point-Du Jour) (saison 2, épisodes 7 et 8)
- 2021 : En analyse : Adam (Joel Kinnaman) (saison 4)
- 2021 : All American : Christian Mosley (Mike Merrill) (saison 3, épisode 4)
- 2021 : Débris : Nelson (Kyal Scott) (épisode 11)
- 2021 : Brand New Cherry Flavor : Jules Brandenberg (Jayson Blair) (mini-série)
- 2021 : Lucifer : Adam (Scott MacArthur) (saison 6, épisode 7)
- 2021 : Guide astrologique des cœurs brisés : Davide Sardi (Michele Rosiello (it))
- 2021 : On the Verge : Evan (Dhruv Uday Singh) (7 épisodes)
- 2021 : Hawkeye : Kazimierz « Kazi » Kazimierczak (Fra Fee (en)) (mini-série)
- 2021 : Le Temps de t'oublier (es) : Nico (Álvaro Cervantes) (mini-série)
- 2021 : Hudson et Rex : Danny Winters (Allan Hawco (en)) (saison 3, épisode 2)
- 2021 : The Great : l'ambassadeur Sunduk (Raphaël Acloque) (saison 2, épisode 4)
- 2021 : Kamikaze (da) : Seo-Jun Nam (J Sebastian Lee) (4 épisodes)
- 2021 : Souviens-toi... l'été dernier : l'officier Doug Cruise (Eric William Morris) (épisodes 3 et 4)
- 2021 : Glória : João Vidal (Miguel Nunes) (10 épisodes)
- 2021 : David Makes Man : David adulte (Kwame Patterson) (saison 2)
- 2021 : The Girl From Oslo : Nadav (Daniel Litman (en)) (10 épisodes)
- 2021 : Big Sky : Blake Kleinsasser (Michael Raymond-James) (saison 1)
- 2021-2022 : Snowdrop : Lee Kang-moo (Jang Seung-jo (en)) (15 épisodes)
- 2021-2022 : The Walking Dead : Aaron (Ross Marquand) (2e voix - saison 11, épisodes 1 à 16)
- depuis 2021 : Invasion : Ahmed Malik (Firas Nassar)
- 2022 : Chloé : Richard (Jack Farthing) (mini-série)
- 2022 : Roar : ? (?) (épisode 7)
- 2022 : Clark : Clark Olofsson (Bill Skarsgård) (mini-série)
- 2022 : Pourquoi pas Evans ? (it) : Thicko Derwent-Broxley (Nicholas Banks) (mini-série)
- 2022 : The Gilded Age : Charles Fane (Ward Horton) (saison 1)
- 2022 : 4400 : Manny Campos (Calvin Seabrooks) (4 épisodes)
- 2022 : Miss Marvel : M. Wilson (Jordan Firstman (en)) (mini-série)
- 2022 : The Terminal List : Ernest « Boozer » Vickers (Jared Shaw)
- 2022 : Sous la braise : Alejandro Molina (Antonio Sotillo)
- 2022 : Superman et Loïs : Clark Kent / Superman (Tyler Hoechlin) (2e voix, saison 2)
- 2022 : Une affaire privée : Andrés Castano (Álex García)
- 2022 : Le Cabinet de curiosités de Guillermo del Toro : William Thurber (Ben Barnes) (saison 1, épisode 5)
- 2022 : Anatomie d'un divorce : Todd Leffer (Eric William Morris) (mini-série)
- 2022 : Dirty Lines (nl) : Alexander de Nooy (Michael Muller (nl))
- 2022 : Devils : Massimo Ruggero (Alessandro Borghi) (2e voix, saison 2)
- 2022 : SAS : Rogue Heroes : David Stirling (Connor Swindells) (6 épisodes)
- 2022 : The Righteous Gemstones : Titus (Miles Burris (en)) (saison 2)
- 2022 : Surviving Summer : Thommo Gibson (Dustin Clare) (1re voix, saison 1)
- 2022 : Mystery Road : Les origines : Patrick (Daniel Henshall)
- 2022-2024 : The Old Man : Dan Chase jeune (Bill Heck (en))
- 2022-2025 : Andor : Syril Karn (Kyle Soller) (17 épisodes)
- 2022-2025 : Sandman : Morphée / Rêve (Tom Sturridge) (17 épisodes)
- 2023 : You : Rhys Montrose (Edward Speleers) (saison 4)
- 2023 : El silencio : Mario [Qui ?] (mini-série)
- 2023 : Mort ou vif Joaquín Murrieta : David Ochoa (Manuel Villegas)
- 2023 : Abysses : Dr Sigur Johanson (Alexander Karim) (mini-série)
- 2023 : Le Griffon : Karl (Golo Euler (de)) (mini-série)
- 2023 : Hasta el cielo: La série (es) : Fernan (Álvaro Rico) (7 épisodes)
- 2023 : Loki : Chasseur X-5 / Brad Wolfe (Rafael Casal (en)) (saison 2)
- 2023 : Bodies : Karl Whiteman (Jacob Fortune-Lloyd) (mini-série)
- 2023 : The Woman in the Wall (en) : le Père Keith (Rory Corcoran)
- 2023-2024 : La Créature de Kyŏngsŏng : Jang Tae-sang (Park Seo-joon)
- 2023-2024 : Élite : Luís (Alejandro Albarracín (es))
- depuis 2023 : For All Mankind : Miles Dale (Toby Kebbell)
- 2024 : Masters of the Air : le major Gale « Buck » Cleven (Austin Butler) (mini-série)
- 2024 : Meurtres et Autres Complications : Sunil (Rahul Kohli)
- 2024 : Parasyte: The Grey : ? (?)
- 2024 : Tracker : Colter Shaw (Justin Hartley)
- 2024 : Les Ombres du passé : Gerardo (Juan Blanco)
- 2024 : D'une main de fer : Víctor Julve (Chino Darín)
- 2024 : Invisible (es) : le psychologue (Miki Esparbé) (mini-série)
- 2024 : The Day of the Jackal : l'agent Vince Pyne (Nick Blood)
- 2024 : Queen Woo (en) : Go Bal Gi (Lee Soo-hyuk (en))
- 2024 : The Agency : Dr Charlie Remy (Edward Holcroft)
- 2024-2025 : Squid Game : Lee Myung-gi / no 333 (Yim Si-wan) (12 épisodes)
- depuis 2024 : Respira : Néstor Moa (Borja Luna)
- 2025 : Daredevil: Born Again : Devlin (Cillian O'Sullivan)
- 2025 : Medusa : Cristian Hidalgo (Carlos Torres (es))
- 2025 : De parfaites demoiselles : Gabriel de Bayona Silva (Carloto Cotta)
- 2025 : Bosch: Legacy : l'inspecteur Perry Lopez (Miles Gaston Villanueva) (saison 3)
- 2025 : Imbattables : Ray Young (Drake Rodger)
- 2025 : Les Dossiers oubliés : Carl Morck (Matthew Goode)

#### Séries d'animation
- 2017-2021 : Vampirina : Boris
- 2017 : Trolls : En avant la musique ! : Milton
- 2018 : Planète Harvettes : Joël
- 2020-2022 : Trolls Trollstopia : Gus Cabriole
- 2021 : Queer Force : Steve Maryweather / l'agent Mary[n 11]
- depuis 2021 : Les Schtroumpfs : le Schtroumpf Costaud et le Schtroumpf Gourmand (création de voix)
- 2022 : La Ligue des justiciers : Nouvelle Génération : Clark Kent / Superman[n 12] (3e voix, saison 4, épisodes 24 à 26)
- 2022 : JoJo's Bizarre Adventure : Stone Ocean : Rikiel
- 2023 : Star Wars: The Bad Batch : le lieutenant Nolan
- 2023 : Demon Slayer: Kimetsu no Yaiba : Zōhakuten
- 2023 : Pluto : un vendeur de pièces robotiques
- 2024 : Le (2e) Meilleur Hôpital de la Galaxie : Matt
- 2024 : X-Men ’97 : Scott Summers / Cyclope
- 2025 : Bestiale : Karn (création de voix)[27]

### Jeux vidéo
- 2019 : Final Fantasy XV : épisode Ardyn : voix additionnelles
- 2020 : Marvel's Avengers : Thor Odinson
- 2023 : Disney Dreamlight Valley : Gaston
- 2023 : Final Fantasy XVI : Clive Rosfield
- 2023 : Cyberpunk 2077 : Phantom Liberty : Taylor
- 2023 : Call of Duty: Modern Warfare III : Vladimir Makarov
- 2024 : Dragon Age: The Veilguard : Viago

## Musique
Concert
- 2010/2011 : Concerts Marc Arnaud et les Chacaux (Paris)

Album
- 2009 : Moi Je[3]
- 2014 : Irrésistiblement (EP)

## Distinction
- Molières 2022 : Molière seul(e) en scène pour La Métamorphose des cigognes